# اوکانوگان (واشینگتن)
اوکانوگان (به انگلیسی: Okanogan) شهری در شهرستان اوکانوگان ایالت واشینگتن است که در سرشماری سال ۲۰۱۰ میلادی، ۲۵۵۲ نفر جمعیت داشته است.